# Grațiela-Leocadia Gavrilescu
Grațiela-Leocadia Gavrilescu (n. 24 iunie 1966, București, România) este un politician român, membru al Parlamentului României. O analiză din iunie 2025, realizată de Europa Liberă, relevă că ea s‑a aflat printre cei 17 parlamentari care dețin proprietăți în București sau județul Ilfov și care, în același timp, încasau chirii de la stat.
În legislatura 2004-2008, Grațiela-Leocadia Gavrilescu a fost validată pe data de 19 decembrie 2007 și l-a înlocuit pe deputatul Ion Preda. Grațiela-Leocadia Gavrilescu a fost aleasă în 2012 ca deputat din partea Partidului Național Liberal.
În timpului mandatului a trecut la grupul parlamentar Liberal Conservator (PC-PLR). Grațiela-Leocadia Gavrilescu a fost ministru al mediului și al schimbărilor climatice în perioada 17 decembrie 2014 - 17 noiembrie 2015 și din nou de pe 3 aprilie 2017.
Pe 22 aprilie 2020 Grațiela Gavrilescu a anunțat că s-a înscris în Partidul Puterii Umaniste (social-liberal).

## Legături externe
- Sinteza activitatii parlamentare Arhivat în 13 noiembrie 2020, la Wayback Machine., cdep.ro